# Тодоров, Владимир Леонидович
Влади́мир Леони́дович То́доров (род. 11 октября 1993 года, Москва) — российский журналист, лауреат «Премии Рунета», главный редактор Lenta.ru c 2017 года по настоящее время
, с апреля 2024 года по настоящее время — продюсер по документальному контенту Онлайн-кинотеатра Okko.

## История
Изучал востоковедение в Высшей школе экономики, c 2014 года работал корреспондентом отдела «Бизнес и финансы», спустя год — редактором раздела «Технологии» в «Газета.Ru», после этого два года руководил отделом «Интернет и СМИ» Lenta.ru, а в марте 2019-го был назначен на пост директора по развитию медиа в Rambler Group. Среди обязанностей — усиление присутствия компании в новых медиа. Планируется, что он будет совмещать работу с должностью главреда.
Владимир Тодоров, на тот момент 23-летний журналист, занял пост главного редактора «Ленты» 14 августа 2017 года, сменив Александра Белоновского. Специалисты в медиасреде оценили это назначение как попытку рационализировать производственные процессы внутри холдинга Rambler&Co.
Должность Тодорову предложил владелец издания Александр Мамут, отметив, что «Ленте» «нужно стать более провокационной, ироничной и хайповой, а также привлечь молодую аудиторию и развивать новые форматы». Директор по внешним коммуникациям Rambler&Co Матвей Алексеев комментировал РБК назначение Тодорова:
Чтобы оставаться одним из ведущих онлайн-медиа, каким является „Лента.ру“, необходимо использовать новые механизмы и форматы, в сочетании с поддержанием репутации издания — такие задачи будут стоять перед Тодоровым».
Практически сразу тональность газеты поменялась на более «хулиганскую», из-за несогласия с новой политикой из издания ушли редакторы и топовые сотрудники отделов «Силовые структуры», «Бывший СССР», «Мир». Владимир Тодоров комментировал уход: «Я, кстати, хорошо их понимаю: они считают меня дерзким тупорылым малолеткой, скачущим через их головы в светлое будущее и превращающего их любимую „Ленту“ в „сраный баззфид“, как один из них и говаривал».
Под редакцией Тодорова «Лента» выпускала резонансные материалы о жертвах еврейских погромов на Украине под заголовком «Нашинковали». Кроме этого был ряд других громких заголовков, вызвавших широкое обсуждение этичности издания и критику в адрес главного редактора. В сентябре 2017 года офис «Ленты» подвергся ночному нападению: разбив окна, в помещения закинули бутылки с горючей смесью, а на стенах оставили националистические надписи и сообщение «Врёшь, Лента». Тодоров связывает это с выходом материала про взаимоотношения Сталина и Гитлера накануне Второй мировой войны.
Несмотря на множество критики, Владимир Тодоров отмечает, что «провокационные заголовки спровоцировали [чтение] дальше заголовка», где читатель «неожиданно обнаружит годный текст, а может, даже считает зашитую в этом заге-подзаге шутку или отсылку к чему-либо». В марте 2020 года сервис «Яндекс.Метрика» зафиксировал рекордный показатель по числу уникальных пользователей и просмотров страниц «Ленты» — почти 76 млн и 612 млн соответственно, что на 33 % и на 41 % больше февральских данных.
В апреле 2024 года Владимир Тодоров был назначен продюсером по документальному контенту онлайн-кинотеатра Okko. Утверждалось, что он будет совмещать работу на этой позиции с должностями главного редактора «Ленты.ру» и директора по развитию медиа Rambler&Co. В июне 2024 года в рамках деловой программы форума «Пилот. Точки взлета» Тодоров представил первый из линейки будущих документальных проектов Okko — триллер-расследование «На крючке: когда звонит мошенник» об эпидемии телефонного мошенничества в России. Сериал вышел в декабре 2024 года, собрал восторженные отзывы критиков и стал лауреатом Национальной премии «Большая цифра» в номинации «лучший документальный сериал». В апреле 2025 года в Okko вышел еще один документальный сериал, спродюсированный Тодоровым — трэвел стендап «Быть цыганом», также собравший положительные отзывы критиков. В главной роли снялся известный российский стендап-комик Леонид Кулаков.  

## Расследования и проекты
В 2016-м Тодоров работал над расследованием про «группы смерти» в соцсети «ВКонтакте», который вышел сразу после публикации «Новой газеты» материалов об игре «Синий кит». В комментариях журналу «Афиша» он отмечал, что «Синие киты» — это не секта, а группа подростков, которым не хватает внимания в семье и школе.
Понятное дело, что подобные истории не являются чем-то новым. На самом деле тема всплыла, потому что заголовки типа «группы смерти» — это отличный способ собрать трафик и взволновать родителей.Владимир Тодоров
Перед назначением на пост главреда Тодоров работал над расследованием под названием «Очень тёмные дела». Спецпроект в нескольких частях был посвящён истории российского даркнета, становлению крупнейшей в мире площадки по торговле наркотиками RAMP и неспособности правоохранительных органов бороться с торговлей наркотиками в даркнете.
История получила продолжение в конце 2019 года, когда Тодоров стал соавтором расследования «Россия под наркотиками» о войне крупнейших наркоплощадок RAMP и Hydra, объёмах наркотического рынка в даркнете. Расследование было номинировано на «Премию Рунета», а площадка потеряла много пользователей из-за преследований силовыми службами. Тодоров выступал за преследование производителей и поставщиков психоактивных веществ в большей степени, чем их потребителей. Так, в октябре на парламентских слушаниях об угрозе даркнета он продемонстрировал депутатам Госдумы, как просто можно купить запрещённые вещества в центре Москвы с помощью площадки Hydra. На событие отреагировал даже Иван Ургант в своей программе: «Многие депутаты прямо так и сказали: „Ого, можно прямо в Госдуме, а мы за ними в Митино мотаемся“». А в декабре Тодоров заявлял о попытках Hydra отомстить: администрация ресурса распространяла в крупных Telegram-каналах информацию, что расследования «Ленты» — их же рекламная кампания.
Также в 2019 году Владимир Тодоров стал продюсером короткометражного фильма Last Quest. Режиссером картины выступил актер Петр Федоров, в ролях — Александр Яценко и рэпер Витя АК-47. 
В 2020 году Владимир Тодоров стал продюсером документального проекта «История русской поп-музыки 1991-1999», который вышел на YouTube-канале Lenta.ru, набрал более 12 миллионов просмотров, получил «Премию Рунета-2020» в номинации «СМИ и массовые коммуникации» и стал номинантом на премию «Сделано в России — 2022» журнала «Сноб». В 2021 году Владимир Тодоров стал продюсером второго сезона проекта — «История русской поп-музыки 2000-2009». Механика продвижения проекта стала победителем премии LOUD в номинации «Integrated MarPR: интегрированные коммуникации».
В 2021 году Владимир Тодоров стал генеральным продюсером документального сериала-исследования «Алгоритм. Кто тобой управляет?», в 2022 году — продюсером документального сериала «Новое общество», а в 2023 году — продюсером документального сериала «Проблемы первого мира». В феврале 2025 года спродюсированный Тодоровом оригинальный документальный сериал Okko «На крючке: когда звонит мошенник» стал лауреатом Национальной премии «Большая цифра» в номинации «лучший документальный сериал».

## Награды
В феврале 2017-го Тодоров стал лауреатом премии Союза журналистов России в номинации «За профессиональное мастерство». Награда была вручена за материалы о «группах смерти».
Спецпроект «Россия под наркотиками» получил «Премию Рунета-2019» в номинации «СМИ и массовые коммуникации».
В июле 2024 года Владимир Тодоров был признан лучшим медиаменеджером России в категории «Директор по развитию», став лауреатом Национальной премии в области медиабизнеса. 
Медиа-эксперт «Полит.ру» Александр Суворин отзывался о Тодорове как о качественном журналисте-«расследователе».